# نبرد سامرا (۱۷۳۳)
نبرد سامرا جنگی میان نادر و و توپال عثمان پاشا بود که پس از محاصره بغداد رخ داد و باعث تحت کنترل ماندن عراق تحت سلطه عثمانی منجر شد. این نبرد بزرگ، تلفاتی در حدود ۵۰ هزار نفر را از نیروهای دو طرف در پی داشت. این جنگ از معدود شکست‌های نادرشاه بزرگ حساب می‌آید.
ایرانی‌ها در این جنگ تقریباً نیمی از کل نیروی خود را از دست دادند، از جمله تمام قطعات توپخانه‌ای که بسیاری از آنها به دست عثمانی افتاد: ۳۰٬۰۰۰ کشته و زخمی و ۳۵۰۰ نفر دستگیر شدند.

## دلایل وقوع جنگ
شاه تهماسب دوم قبل از برکناری توسط نادر، دست به حمله به عثمانی زد که به شکست خودش انجامید؛ بنابراین مجبور به عقد قراردادی با عثمانی شده و قفقاز و کرمانشاه را به آن‌ها واگذار کرد. در این زمان نادر سرگرم مبارزه با ابدالیان در هرات بود.
بدین ترتیب پس از برکناری وی، نادر به عثمانی حمله کرد و بغداد را با ۶۲٬۰۰۰ نفر به محاصره گرفت. پس از چندی توپال عثمان پاشا صدراعظم سابق عثمانی، به کمک احمد پاشا (والی بغداد) آمده، در کرکوک با سپاهیان نادر وارد جنگ شد.
نادر نیز ۱۲٬۰۰۰ نفر را به محاصره بغداد گذاشت و با ۵۰٬۰۰۰ نفر به کرکوک رفت.

## جزئیات جنگ
توپال عثمان برجسته‌ترین و نیرومندترین حریف نادر در جنگ‌ها بود که شجاعت و تجربه‌اش با نادر برابری می‌کرد. برای تحریک یک حمله ستیزه‌جویانه توسط نادر، او پیشروی و گاردهای عقب خود را به وضوح تضعیف کرد، اما در طول شب آنها را به‌طور قابل توجهی تقویت کرد. نادر قسمت بزرگی از سواره‌نظام خود را برای حمله به جناح چپ عثمانی فرستاد، اما چون تعداد عثمانی‌ها بیشتر از آن چیزی بود که در ابتدا تصور می‌شد و توپخانه را مخفیانه مستقر کرده بودند، این حمله شکست خورد. نادر تصمیم گرفت که بخش اعظمی از ارتش خود را متشکل از ۵۰ هزار نفر به میدان بیاورد و عثمانی‌ها را با حمله از پیش رو بشکند. پس از برخورد شدید نیروها، نیروهای مرکزی عثمانی تا لبه چادرها و اردوگاه‌هایشان رانده شد و تعدادی از توپ‌هایشان به دست ایرانی‌ها افتاد. در این مقطع، فرار ۲۰۰۰ نیروی کرد در ارتش عثمانی، افراد توپال عثمان را در وضعیتی تقریباً غیرممکن قرار داد، اما او با فراهم کردن بیست هزار سرباز اضافی از ذخیره خود، وضعیت را احیا کرد و موفق شد ایرانی‌ها را به عقب براند و حتی توپ‌های از دست رفته را بازپس گیرد.
نبرد با فراز و نشیب‌های متوالی برای طرفین تا حوالی ظهر ادامه یافت. هوشمندی توپال عثمان در موضع‌گیری سبب شده بود نیروهای عثمانی برای دسترسی به آب رودخانه دجله که پشت سرشان بود مشکلی نداشته باشند، در حالی که ایرانیان با ادامه نبرد و تابش شدید آفتاب میان رودان به تشنگی و فرسایش مضاعفی دچار شدند که برای فرونشاندن آن منبع مناسبی در کار نبود. موضع‌گیری توپال عثمان امتیاز دیگری هم داشت: جهت وزش باد به سوی لشکریان نادر بود و گرد و خاک ناشی از آن دید ایرانیان را مختل کرد. سرانجام خیانت یکی از قبایل عرب متحد نادر، باعث شد حتی نیروهای جنگ آزموده نادر در وضعیت وخیمی گرفتار شوند.
حتی ورود یک نیروی ذخیره ۱۲هزار نفری سواره‌نظام ابدالی نیز نمی‌توانست ینی‌چری‌ها را در هم بشکند، زیرا آنها نیز در گرداب قتل‌عام خونینی که اکنون به نبرد سامرا تبدیل شده بود، غرق شده بودند. از آنجایی که ارتش تحت فشار زیاد شروع به متلاشی شدن کرد، نادر سوار شد و افرادش را به تلاش بیشتر تشویق کرد و شخصاً در جنگ شرکت کرد و موفق شد سواره‌نظام عثمانی را با نیزه به سیخ بکشد اما خود در درگیری شدید از اسبش پرت شد. شایعات در میان صفوف ایرانی در مورد مرگ نادر پخش شد و ضربه مهلکی به روحیه ارتشی که از قبل خسته شده بود وارد کرد. همان‌طور که مقاومت سازمان یافته پس از یک درگیری بی‌امان ۹ ساعته شروع به محو شدن کرد، ایرانیان به سمت جنوب عقب‌نشینی کردند و علیرغم بهترین تلاش رهبرانشان نتوانستند گرد هم آیند. نادر برای اولین و آخرین بار در کارنامه تاریخی خود در فتح شکست خورد. این دو رهبر بزرگ با وحشیگری باورنکردنی با مردان خود مبارزه کرده بودند، اما توپال پاشا توانسته بود، اگر فقط عادلانه باشد، با به دست آوردن یک پیروزی پرهزینه و در عین حال شکوهمند و سرنوشت ساز، روز را به پایان برساند.

## جبران شکست
نادر پس از عقب‌نشینی خود به همدان شروع به تجدید قوا کرد و در کمتر از دو ماه دوباره به عثمانی حمله کرد.
اینبار در نبرد آق دربند در نزدیکی کرکوک، عثمانیان را به رهبری همان توپال عثمان پاشا شکست داد و او در نبرد کشته شد.